# Kristina Bonczewa
Kristina Bonchewa (bułg. Кристина Бончева; ur. 7 września 1989 w Sofii) – bułgarska wioślarka.

## Osiągnięcia
- Mistrzostwa Europy – Poznań 2007 – dwójka bez sternika – 7. miejsce[1].
- Mistrzostwa Europy – Ateny 2008 – dwójka podwójna – 6. miejsce[1].
- Mistrzostwa Europy – Brześć 2009 – jedynka – 11. miejsce[1].
- Mistrzostwa Europy – Montemor-o-Velho 2010 – dwójka bez sternika – 6. miejsce[1].